# Saala
Saala est une localité du département de Dissin, dans la province d’Ioba (Djôrô) au Burkina Faso. En 2006, cette localité comptait 1 312 habitants dont 48,8 % de femmes.